# Mono-Inyo Craters

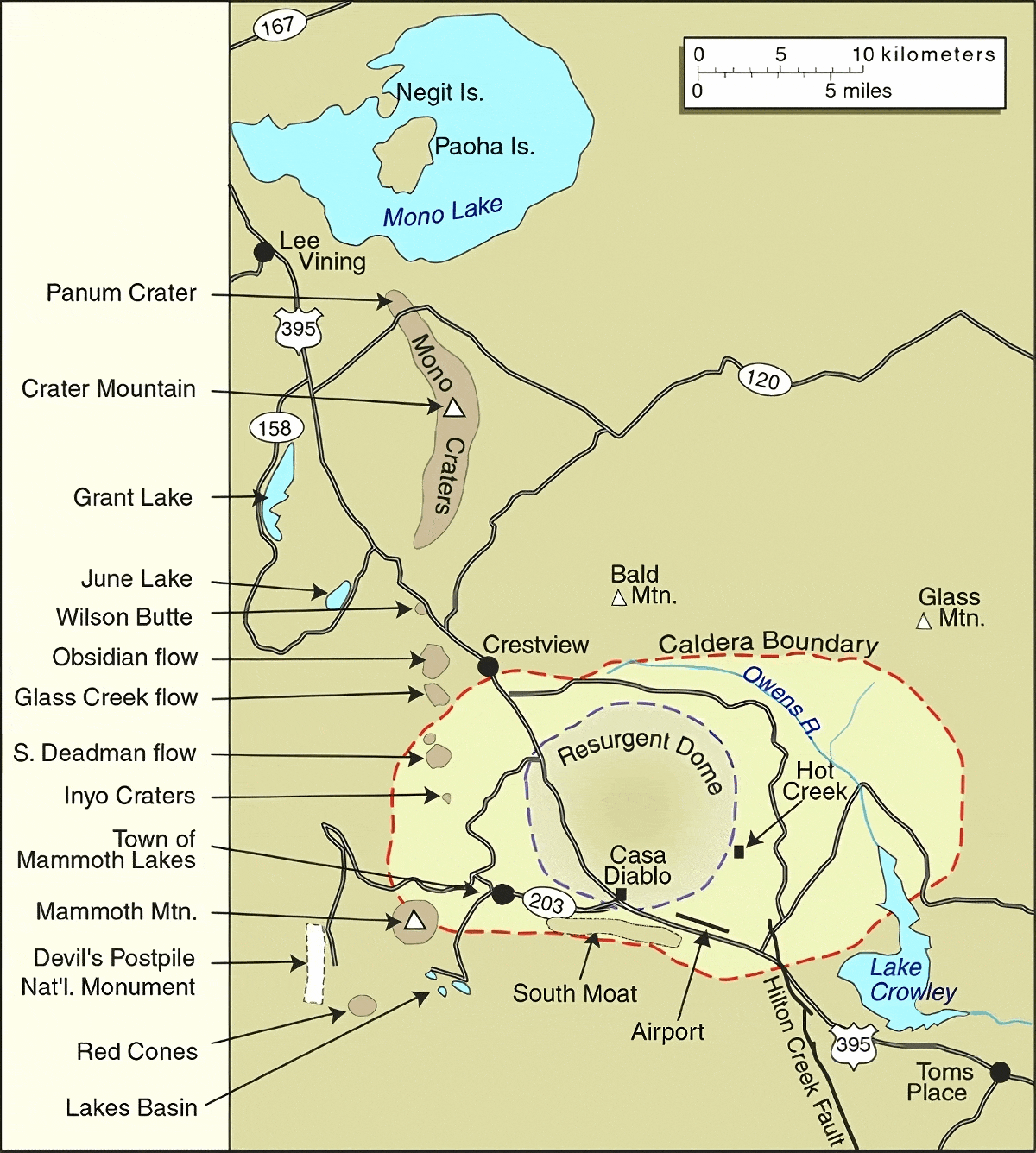
Die Long Valley Caldera (rot umrandet) mit den Inyo Craters (braune Kreise im Westen der Caldera) und den Mono Craters nördlich anschließend

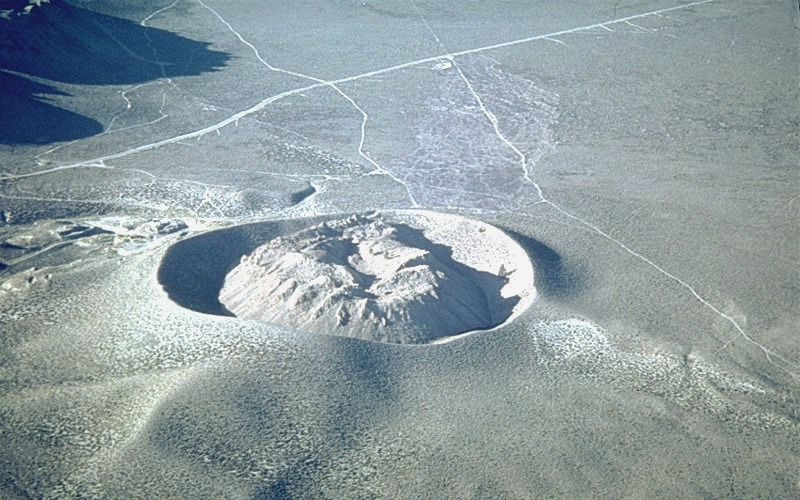
Panum Crater mit zentralem Lavadom (Mono Craters).

Die Mono Craters und die Inyo Craters, gemeinsam auch als Mono-Inyo Craters bezeichnet, bilden eine etwa 30 km lange Kette vulkanischer Aschenkegel, Lavadome und Lavaströme im zentralen Osten des US-Bundesstaates Kalifornien zwischen dem Mono Lake im Norden und der Long Valley Caldera im Süden. Einige der Inyo Craters befinden sich auch innerhalb der Caldera.
Bei der Entstehung der Mono-Inyo Craters handelt es sich um die jüngsten Eruptionen des Long-Valley-Vulkansystems. Insbesondere die porphyrischen Gesteine der Inyo Craters deuten aufgrund ihrer chemischen Zusammensetzung auf eine Herkunft eines Teils der Schmelze aus dem Magmasystem der Long Valley Caldera, aber es scheint auch eine davon unabhängige Quelle eingemischt zu sein. Die Mono-Inyo Craters entstanden vor rund 600 Jahren, als ein magmatischer Gang entlang eines Nord-Süd verlaufenden Systems tektonischer Störungen zur Erdoberfläche dringen konnte. Die letzten Ausbrüche der Mono Craters wurden mit Hilfe der Dendrochronologie und der Radiokohlenstoffmethode auf einen Zeitraum zwischen 1325 und 1365 n. Chr. datiert. Während dieser Periode wurde aus diesen 0,6 km³ Magma ausgestoßen, davon 2/3 in Form von Lava und 1/3 als vulkanische Asche.
Aufgrund des hohen SiO2-Gehaltes der Gesteinsschmelze und der daraus resultierenden hohen Viskosität der Laven erstarrte ein Großteil des eruptierten Materials in Form von rhyolithischem Obsidian als Staukuppen (Domen), die sich nur aus dem Vulkanschlot emporschoben, ohne tatsächlich zu fließen. Dies geschah zum Teil auch innerhalb von Kratern vorhergehender Ausbrüche, wie etwa beim Panum Crater, dem nördlichsten Krater der Vulkankette. Das Gebiet ist weiträumig von einer Tephraschicht bedeckt, die von den explosiven Perioden der Entstehung der Mono-Inyo Craters stammt.